# Secondi Figli
I Secondi Figli sono una compagnia mercenaria fondata nelle Città Libere, nella saga letteraria di genere fantasy medievale Cronache del ghiaccio e del fuoco, creata dallo scrittore statunitense George R. R. Martin.
Sul loro stendardo è rappresentata una spada spezzata e prendono ordini solo dal loro capitano; quando sono impegnati in battaglia il loro accampamento è composto da tende cenciose disposte in cerchio, tra cui la tenda del cuoco. Quella di Ben Plumm il Marrone (il loro leader) ha le pareti dipinte e scolorite dopo anni di esposizione al sole e alla pioggia, con il pavimento coperto da logori tappeti di una dozzina di colori diversi che stridono tra loro.

## Storia
I Secondi Figli sono una delle compagnie mercenarie libere più antiche che, nonostante non abbia una reputazione brillante come quella della Compagnia Dorata, ha comunque ottenuto numerose vittorie nel passato. Quattrocento anni or sono, i Secondi Figli si sono posti a difesa di Qohor insieme ai Vessilli Lucenti contro il primo khalasar che si era avventurato a est in seguito al Disastro di Valyria: in quell'occasione, però, erano stati sconfitti ed erano fuggiti dal campo di battaglia, che era stata successivamente vinta dai Tremila di Qohor.
Il nome di ogni uomo che presta servizio nei Secondi Figli viene segnato in un libro con la copertina di pelle, insieme alle informazioni riguardo quando si sono uniti alle file della compagnia, dove hanno combattuto, per quanto tempo hanno servito e come sono morti. La tradizione prevede inoltre che si firmi usando dell'inchiostro rosso: un tempo bisognava firmare con il proprio sangue, ma l'usanza è stata successivamente abbandonata poiché il sangue era un pessimo inchiostro. Tra i membri famosi del passato ci sono:
Harwyn Hoare; Harwyn Manodura, primo Re delle Isole e dei Fiumi; Aegor Rivers, detto "Acreacciaio", che serve per un anno nei Secondi Figli prima di abbandonarli e fondare la Compagnia Dorata; il principe Aerion il Mostruoso, detto anche "Chiarafiamma"; Rodrik Stark, detto "il Lupo Errante"; il principe Oberyn Martell, la Vipera Rossa di Dorne, che serve per un anno; il Principe Straccione, che serve inoltre negli Scudi d'Acciaio e negli Uomini della Fanciulla, prima di fondare la Compagnia del Vento.
Sotto il comando di Mero, la cui pessima reputazione è conosciuta anche nel Continente Occidentale, i Secondi Figli diventano una compagnia infame quasi al livello dei Bravi Camerati. La guida di Mero ha avuto un effetto così negativo sulla fama della compagnia che nessuna delle Città Libere si è detta disposta ad assumerla di nuovo. I Secondi Figli hanno combattuto nelle Terre Contese.

### Tempesta di spade
I Secondi Figli sono sotto contratto con Yunkai, che richiede i loro servigi per difendersi da Daenerys Targaryen. I loro uomini si trovano sul lato sinistro della linea difensiva che si prepara ad affrontare l'armata di Daenerys. Mero, il capitano della compagnia, accetta l'invito della ragazza, che gli offre di passare dalla sua parte, ma lui si dimostra disposto a pensare all'offerta solo se lei gli regala un carro di vino. Mentre gli ufficiali dei Secondi Figli sono intenti ad ubriacarsi, quella notte stessa, Daenerys ordina ai suoi uomini di attaccare: i mercenari decidono quindi di passare dalla sua parte, mentre Mero fugge prima di essere catturato.
I mercenari scelgono Ben Plumm il Marrone come loro nuovo capitano e si uniscono all'esercito di Daenerys. Mero si nasconde tra i liberti e prova ad uccidere la regina, ma viene prima fermato da Barristan Selmy e poi ucciso dalla folla inferocita.

### Una danza con i draghi
Daenerys Targaryen manda i Secondi Figli a sud per prevenire eventuali attacchi da parte delle forze di Meereen. Quando però Ben Plumm scopre che Daenerys non riesce più a controllare i suoi draghi, decide di portare la sua compagnia dalla parte di Yunkai.
Tyrion Lannister e Jorah Mormont, fuggiti dagli schiavisti, decidono di unirsi ai Secondi Figli e sono accompagnati da un'altra schiava in fuga, Penny. Parte dell'accordo tra Tyrion e Ben il Marrone per farlo entrare nella compagnia prevede che il Folletto si indebiti con loro.
L'armaiolo dei Secondi Figli è Martello e ha un apprendista, Chiodo. Tyrion nota che l'acciaio a disposizione della compagnia è di qualità peggiore rispetto a quello che ha utilizzato nella Battaglia della Forca Verde e Jorah dice che, seppur la qualità non sia eccelsa, sarà sufficiente a fermare una spada.
Con l'aggiunta di Tyrion e Jorah, i Secondi Figli contano 514 unità: Jorah viene assegnato ai guerrieri, mentre Tyrion diventa assistente di Calamaio, per aiutarlo a tenere i libri contabili, contare le monete, scrivere contratti e lettere. Ben, gli intima di stare il più possibile nascosto all'interno dell'accampamento, fino a quando Meereen non sarà conquistata e loro saranno tornati sani e salvi nel Continente Occidentale. Tyrion, capita l'impossibilità di una vittoria di Yunkai, ha intenzione di riportarli all'interno dell'esercito di Daenerys.

## Membri conosciuti

### Ufficiali
- Mero, detto il Bastardo del Titano, ucciso da liberti dopo aver cercato di uccidere Daenerys Targaryen.
- Ben Plumm, detto Ben il Marrone, capitano e comandante
- Kasporio, detto l'Astuto, secondo di Ben

### Membri semplici e sottoufficiali
- Tybero Istarion, più conosciuto come Calamaio, contabile.
- Martello, fabbro e armaiolo.
- Chiodo, apprendista di Martello.
- Lesto, sergente.
- Uhlan, sergente.
- Kem, giovane mercenario.
- Bokkoko, guerriero con ascia.
- Ser Garibald, mercenario.
- Ser Jorah Mormont, mercenario.
- Tyrion Lannister, assistente di Calamaio.